# 김태호 (1962년)
김태호(金台鎬, 1962년 8월 21일~)는 대한민국의 정치인이다. 제18·19·21·22대 국회의원이다. 제36대 거창군수, 제32·33대 경상남도지사를 지냈다.

## 생애
1962년 경상남도 거창군에서 태어났다. 
1985년에 서울대학교 농업교육학과를 졸업하고 서울대학교 농대 강사로 활동하다가 거창군 출신 국회의원 이강두의 보좌관으로 정계에 입문했다. 
1995년에 신한국당에 입당하였고 여의도연구소에서 사회정책실장으로 재직하였다.
1998년 경남도의원 선거에 출마하여 당선되었고 이후 도의원으로 활동하다가 거창군수 선거에 출마하여 당선되었다. 당시 김태호는 41세로 전국 최연소 기초자치단체장이 되었다.
거창군수로 재직하다가 2004년에 경남도지사 김혁규의 사퇴로 경남지사 보궐선거가 열리자 군수직을 사퇴, 도지사 보궐선거에 출마하여 당선되었다.
제4회 지방 선거에서 열린우리당의 김두관 후보를 압도적인 차이로 제치고 재선에 성공하였다. 임기 중 남해안 프로젝트 추진과 5대 분야 도정발전 로드맵 수립과 람사르 총회 유치 성공, 신성장동력산업 인프라 구축 등으로 무난하게 도정을 이끌었다는 평가를 받았으나 2009년 재임 중 박연차 게이트에 연루되어 검찰 조사를 받는 위기를 겪었다. 하지만 그의 박연차 게이트 연루는 무혐의로 처리되어 위기를 넘겼다. 김태호는 무난한 도정 수행으로 3선 도전 가능성이 높았지만 2010년 초 돌연 불출마를 선언했는데, 이에 대해 그의 입각 등 중앙 정계 진출을 위한 불출마라는 시각과 박연차 게이트 연루 의혹과 관련된 부담에 의한 불출마라는 상반된 시각이 존재했다. 2010년 6월 30일에 도지사직에서 퇴임하였고 이후 청와대 입각설이나 국무총리 기용설 등이 자주 거론되었다.
같은 해 8월 8일에 정운찬의 후임으로 국무총리서리로 지명되었다. 당시 김태호는 49세로 1971년 김종필 이래 40대의 젊은 나이에 대한민국의 국무총리로 지명된 것이었다. 그는 정상적으로 병역을 마쳤고, 줄곧 경남지방을 근거지로 정치를 한 인물이었기 때문에 위장전입이나 부동산투기와도 거리가 먼 인물이었다. 많은 인사청문회 대상자들의 논란 대상이 되었던 병역, 위장전입, 여성 편력, 부동산 투기 등의 문제에서는 결격되는 사유가 없어 무난하게 인사청문회를 통과할 것으로 기대를 모았다. 그러나 박연차 게이트 논란, 도지사 직권남용, 일부 세금신고 누락 등을 이유로 야당에서 비리 및 비도덕적 행동들의 의문을 제기하면서 여론이 악화되었다. 하지만 이를 해명하는 과정에서 여러차례 다른 진술을 하여 더욱 여론이 악화되자 인사청문회를 거치고 인사청문 경과 보고서가 채택되기 전인 8월 29일 오전 10시에 후보직을 자진사퇴하였다.
후보직을 사퇴한 김태호는 중국 사회과학원의 유학 초청을 받아 2010년 10월부터 중국에서 연구원 생활을 해왔다. 그러나 2011년 4·27 재보궐선거 출마 권유를 받아와서 5개월 만에 귀국하였다. 그가 출마한 김해시 을은 노무현 전 대통령의 고향이자 묘지가 있는 봉하마을이 포함된 지역구였으므로 김태호는 노무현의 묘소를 참배하는 것으로 공식 선거 운동을 시작했다. 선거에서 51.02%의 득표율로 당선되며 총리 후보 사퇴 후 몰락한 것으로 보였던 김태호는 국회의원에 당선되며 정치적으로 재기하게 되었다. 제19대 총선에서는 민주통합당의 김경수 후보를 제치고 당선되며 재선 의원이 되었다. 2014년 7월 14일에 새누리당의 최고위원으로 선출되었다.
2018년에 치러진 제7회 전국동시지방선거에서 자유한국당 후보로 경상남도지사에 출마했다. 하지만 김경수에게 패배하면서 낙선했다.
2020년에 치러진 21대 총선에서 산청군·함양군·거창군·합천군 선거구에 무소속으로 출마해 당선되면서 3선 고지에 올랐다. 당선 이후 국민의힘에 복당했다.

## 학력
- 가조국민학교 졸업
- 가조중학교 졸업
- 거창농업고등학교 졸업
- 서울대학교 농과대학 농업교육학 학사
- 서울대학교 대학원 농업교육학 석사
- 서울대학교 대학원 농업교육학 박사

## 경력
- 1988년~1991년: 통일민주당·민주자유당 김동영 국회의원 비서관
- 1990년~1992년: 서울대학교 강사
- 1992년~1994년: 민주자유당 이강두 국회의원 보좌관
- 1993년~1996년: 연세대학교 겸임교수
- 1995년~1997년: 여의도연구소 사회정책실 실장
- 1998년 6월 4일: 제2회 전국동시지방선거 당선(민선 2기, 경남 거창군 제2선거구, 한나라당, 초선)
- 1998년~2002년: 제6대 경상남도의원(민선 2기, 경남 거창군 제2선거구, 한나라당, 초선)
- 2002년 6월 13일: 제3회 전국동시지방선거 당선(민선 3기, 경상남도 거창군수, 한나라당, 초선)
- 2002년 7월 1일~2004년 5월 19일: 제36대 경상남도 거창군수(민선 3기, 한나라당, 초선)
- 1998년~: 국제라이온스협회 355-J지구 회원
- 2003년: 환경실천연합 정책위원장
- 2003년~: 부산·경남지역 지방자치학회 이사
- 2004년: 한나라당 정책위원회 지방자치특별위원장
- 2004년 6월 5일: 2004년 상반기 재보궐선거 당선(민선 3기, 경상남도지사, 한나라당, 초선)
- 2006년 5월 31일: 제4회 전국동시지방선거 당선(민선 4기, 경상남도지사, 한나라당, 재선)
- 2004년 6월 6일~2010년 6월 30일: 제32·33대 경상남도지사(민선 3·4기, 한나라당, 초·재선)
- 2006년: 전국시도지사협의회 부회장
- 2006년 1월: 경남 FC 프로축구단 구단주
- 한국지방정부학회 운영고문
- 2008년: 북한대학원대학교 초빙교수
- 2008년 7월: 경상남도 람사르환경재단 이사장
- 2010년: 제41대 국무총리 내정자
- 2010년: 세계전통의약엑스포유치위원회 공동위원장
- 2011년 4월 27일: 2011년 상반기 재보궐선거(경남 김해시 을, 한나라당, 초선)
- 2011년 5월~2015년 12월: 한나라당·새누리당 경상남도당 김해시 을 당원협의회 위원장
- 2012년 4월 11일: 대한민국 제19대 국회의원 선거 당선(경남 김해시 을, 새누리당, 재선)
- 2014년 7월 1일~2016년 4월 14일: 새누리당 최고위원
- 2018년 4월~2018년 6월: 제7회 전국동시지방선거 자유한국당 경상남도지사 후보
- 2020년 4월 산청군·함양군·거창군·합천군 국회의원 선거 무소속 출마
- 2020년 4월 15일: 대한민국 제21대 국회의원 선거 당선(경남 산청군·함양군·거창군·합천군, 무소속, 3선)
- 2021년 3월~2021년 4월: 2021년 재보궐선거 국민의힘 중앙선거대책위원회 부산동행 공동부위원장
- 2021년 6월~2024년 1월: 국민의힘 경상남도당 산청군·함양군·거창군·합천군 당원협의회 위원장
- 2021년 10월~2021년 11월: 제20대 대통령 선거 국민의힘 윤석열 대통령 경선후보 공동선거대책위원장
- 2021년 12월~2022년 3월: 제22대 국회의원 선거 국민의힘 경남을 살리는 선거대책위원회 선거대책위원장단 총괄선거대책위원장
- 2024년 3월~2024년 4월: 제22대 국회의원 선거 국민의힘 중앙선거대책위원회 부산·울산·경남 권역 선대위원장
- 2024년 3월~2024년 4월: 제22대 국회의원 선거 국민의힘「국민 희망의 길」 경남선거대책위원회 공동선거대책위원장
- 2024년 4월 10일: 대한민국 제22대 국회의원 선거 당선(경남 양산시 을, 국민의힘, 4선)
- 2024년 5월~: 국민의힘 경상남도당 양산시 을 당원협의회 위원장
- 2024년 9월~: 국민의힘 호남동행 국회의원 발대식 명예의원(전라남도 곡성군)
- 2025년 5월~2025년 6월 제21대 대통령 선거 국민의힘 김문수 대통령 후보 경남 선거대책위원회 총괄선거대책위원장

### 의정 활동
- 2011년 4월 28일~2012년 5월 29일: 제18대 국회의원(경남 김해시 을, 한나라당→새누리당, 초선)
  - 2011년 4월~2012년 5월: 제18대 국회 후반기 지식경제위원회 예산심사소위원회 위원
- 2012년 5월 30일~2016년 5월 29일: 제19대 국해의원(경남 김해시 을, 새누리당, 재선)
  - 2012년 7월~2014년 5월: 제19대 국회 전반기 기획재정위원회 위원
  - 2014년 6월~2016년 5월: 제19대 국회 후반기 외교통일위원회 위원
- 2020년 5월 30일~2024년 5월 29일: 제21대 국회의원(경남 산청군·함양군·거창군·합천군, 무소속→국민의힘, 3선)
  - 2020년 7월~2022년 5월: 제21대 국회 전반기 외교통일위원회 위원
  - 제21대 국회 전반기 외교통일위원회 예산·결산·기금심사 소위원회 위원
  - 2020년 7월~2024년 5월: 국회 글로벌외교안보포럼 구성의원
  - 2022년 7월~2022년 12월: 제21대 국회 후반기 외교통일위원회 위원
    - 제21대 국회 후반기 외교통일위원회 청원심사소위원회 위원

  - 2022년 12월~2024년 5월: 제21대 국회 후반기 외교통일위원회 위원장
- 2024년 5월 30일~: 제21대 국회의원(경남 양산시 을, 국민의힘, 4선)
  - 2024년 6월~: 제22대 국회 전반기 외교통일위원회 위원
  - 제22대 국회 전반기 외교통일위원회 예산·결산·기금심사 소위원회 위원
  - 국부포럼 구성의원
  - 국회 글로벌 지속가능발전·인도주의 포럼 구성의원
  - 국회세계한인경제포럼 구성의원

## 저서
- 1994년:《농촌사회문제론》
- 1999년:《농촌지역사회개발론》
- 2004년:《살림살이 나누면 안됩니까?》

## 수상 경력
- 2005년 10월 19일: 제1회 한국을 빛낸 CEO 수상
- 2008년 9월 23일: 올해의 브랜드대상 CEO 특별상 수상
- 2009년: 뉴스매거진 인물대상 행정부문 대상 수상

## 가족 관계
- 아버지: 김규성(1934년~2021년 10월 2일)
- 어머니: 정연조(1935년~)
  - 형: 김진호(1957년~)
  - 배우자: 신옥임(1965년~)
    - 아들: 김범수(1992년~)
    - 딸: 김소연(1992년~)

  - 동생: 김창호(1965년~)

## 역대 선거 결과
|  | 55.74% |

|  | 57.14% |

|  | 61.60% |

|  | 63.12% |

|  | 51.01% |

|  | 52.11% |

|  | 42.95% |

|  | 42.59% |

|  | 51.05% |

## 소속 정당
| 소속 정당 | 소속 정당  | 소속 기간 | 비고      |
| --------- | ---------- | --------- | --------- |
|           | 통일민주당 | 1988~1990 | 정계 입문 |
|           | 민주자유당 | 1990~1995 | 합당      |
|           | 신한국당   | 1995~1997 | 당명 변경 |
|           | 한나라당   | 1997~2012 | 합당      |
|           | 새누리당   | 2012~2017 | 당명 변경 |
|           | 자유한국당 | 2017~2020 | 당명 변경 |
|           | 미래통합당 | 2020      | 합당      |
|           | 무소속     | 2020~2021 | 탈당      |
|           | 국민의힘   | 2021~현재 | 복당      |

## 같이 보기
- 거창군수
- 경상남도지사
- 김해시 을
- 김해시의 국회의원
- 산청군·함양군·거창군·합천군
- 산청군의 국회의원
- 함양군의 국회의원
- 거창군의 국회의원
- 합천군의 국회의원
- 양산시 을
- 양산시의 국회의원